# Hans Wittwer

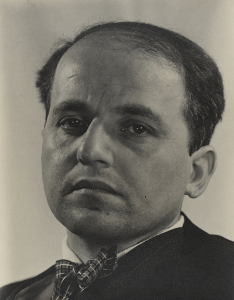
Heinrich Koch: Hans Wittwer

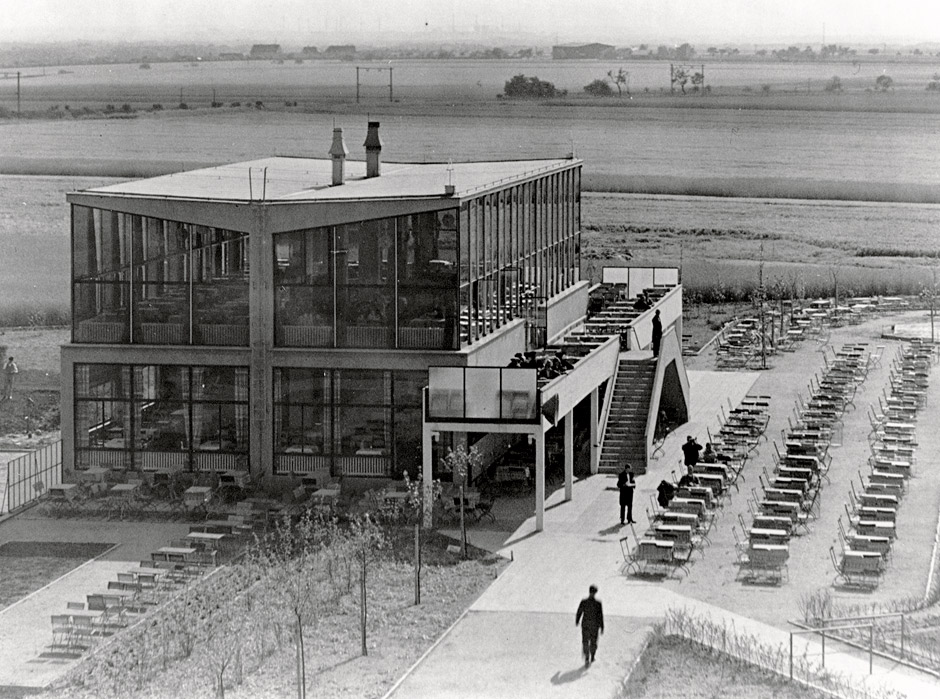
Restaurant am Flughafen Halle/Leipzig (1929–1931)

Hans Wittwer (* 4. Februar 1894 in Basel; † 19. März 1952 ebenda) war ein Schweizer Architekt, der in der Schweiz und von 1927 bis 1934 in Deutschland arbeitete.

## Leben
Nach seinem Diplom an der Eidgenössischen Technischen Hochschule in Zürich arbeitete Wittwer zunächst bei Karl Moser, absolvierte danach eine Lehre als Maurer, um seinem Ideal als „Bau-Handwerker“ näherzukommen (vgl. Friedhof am Hörnli, Riehen 1922). Wittwer war als Architekt dem Neuen Bauen verpflichtet und legte grossen Wert auf die sinnlichen und künstlerischen Aspekte der modernen Architektur.
1926/27 führte Wittwer – zusammen mit Hannes Meyer – in Basel ein Atelier. 1927 wurde Wittwer von Walter Gropius am Bauhaus Dessau zu einem Kurs in technischer Installation und Entwerfen verpflichtet. 1928, unter der neuen Leitung des Bauhauses von Hannes Meyer, wurde das Bauhaus u. a. durch den Auftrag der Bundesschule des ADGB in Bernau geprägt. Wittwer leitete die Bauabteilung von 1928 bis 1929.
1929 übernahm Wittwer die Fachklasse für Architektur und Innenausbau an der Staatlich-städtischen Kunstgewerbeschule Burg Giebichenstein in Halle (Saale).
Gleichzeitig war er als Architekt der Flughafengesellschaft Halle/Leipzig m. b. H. tätig. Von 1929 bis 1931 realisierte er das Flughafen-Restaurant am 1927 eröffneten Flughafen Halle/Leipzig in Schkeuditz. Der im Mai 1931 auf einer künstlich geschaffenen Anhöhe direkt am Flugfeld eröffnete Bau gilt als Wittwers Hauptwerk. Der im Zweiten Weltkrieg zerstörte funktionale Baukörper bestand aus einem nach allen Seiten verglasten kubischen Gastraum und einer über die Gebäudefront hinausgehenden Terrasse mit Freitreppen. Das ebenfalls von Wittwer geplante neue Empfangs- und Verwaltungsgebäude für den Flughafen, eine luftseitig völlig verglaste Stahlbetonkonstruktion, konnte wegen fehlender Finanzmittel 1931 nicht mehr errichtet werden. Die Machtübernahme durch die Nationalsozialisten, in deren Folge Wittwer 1933 aus seinem Lehramt an der Burg Giebichenstein entlassen wurde, verhinderte die Realisierung weiterer Entwürfe. Er arbeitete noch bis 1934 als selbstständiger Architekt in Halle und kehrte dann nach Basel zurück.
Sein Nachlass befindet sich im Archiv gta der Eidgenössischen Technischen Hochschule Zürich.

## Werke
- 1925: Wettbewerb Bahnhof Genf-Cornavin 1925
- 1925/26: Wettbewerb Geschäftshaus in Basel
- 1926: Wettbewerb Petersschule Basel (zusammen mit Hannes Meyer; vollständige Überarbeitung 1927 für Publikation, erstmals in bauhaus 2/1927, S. 5)
- 1926/27: Wettbewerb „Völkerbundpalast“ in Genf (zusammen mit Hannes Meyer)
- 1928–1929: Bundesschule des ADGB und Lehrerhäuser in Bernau (zusammen mit Hannes Meyer und der Bauabteilung des Bauhauses Dessau)
- 1929–1931: Flughafen-Restaurant und Entwurf eines Empfangsgebäudes auf dem Flughafen Halle/Leipzig
- 1930: Reihenhaus WOBA, Basel (Hommage an das Haus Schaeffer in Riehen von Hans Schmidt)
- 1930: Innenausbau Sitzungssaal der Landesdirektion Merseburg mit Werkstätten der Burg Giebichenstein
- 1930: Doppelhaus in Halle
- 1930–1934: Wohnhaus, Kirschbergweg 27/29, Halle[1]
- 1931: Wettbewerb Restaurant Zoologischer Garten, Basel

## Ehrung
Zu Ehren und zur Erinnerung an Hans Wittwer trägt eine Straße nahe dem Flughafen Leipzig/Halle in Schkeuditz seinen Namen.